# Maksym Jarowy
Maksym Jarowy (ur. 3 października 1989 r. w Mikołajowie) – ukraiński biegacz narciarski i biathlonista, paraolimpijczyk.

## Życiorys
Maksym Jarowy urodził się 3 października 1989 roku w Mikołajowie na Ukrainie. W wieku 15 lat miał wypadek. Treningi w narciarstwie zaczął w wieku 21 lat w rodzimym mieście. Zauważywszy przez trenerów w centrum rehabilitacji, zaproponowano mu, żeby spróbował pływania, szermierki lub narciarstwa. Wybrał sport wodny, ale po pewnym czasie zrezygnował z powodu zbyt dużej odległości basenu od domu. Wtedy zdecydował się na narciarstwo. Duży wpływ na rozwój sportowy mieli jego rodzice i pierwszy trener. Ma tytuł Mistrza Sportu Klasy Międzynarodowej na Ukrainie.
Poza sportową rywalizacją lubi grać na komputerze, podróżować, oglądać filmy, czytać książki i słuchać muzyki.
Jego pierwszy udział w Zimowych Igrzyskach Paraolimpijskich 2014 w Soczi przyniósł kilka medali dla reprezentacji. Zdobył w sumie trzy medale. Dwa, srebrny i brązowy, zdobył w biegach narciarskich, jeden srebrny dorzucił w biathlonie.
W 2018 roku wystąpił w zimowych igrzyskach paraolimpijskich w Pjongczangu.